# Torre de Monsanto
La Torre de Monsanto è un grattacielo di Oeiras, comune dell'area metropolitana di Lisbona.

## Caratteristiche
L'edificio, alto 120 metri e con 17 piani, è stato inaugurato nel 2001. È inoltre l'edificio più alto del Portogallo.